# Silva de Sirenas

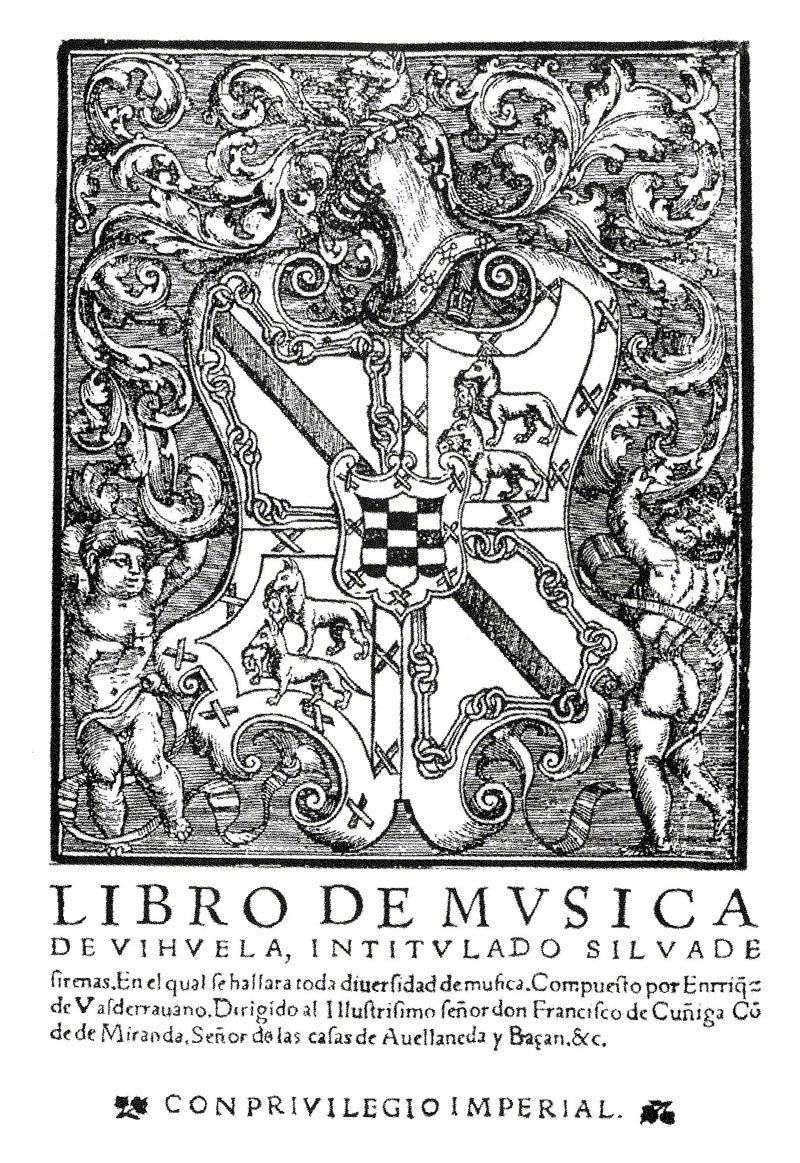
Portada de Silva de Sirenas

Libro de música de vihuela intitulado Silva de Sirenas, o simplemente, Silva de Sirenas es un libro de obras para vihuela sola y vihuela y canto, publicado por el compositor y vihuelista español Enríquez de Valderrábano.

## El libro
El libro fue publicado en Valladolid en 1547. Su impresor fue Francisco Fernández de Córdoba. Valderrábano trabajó en el libro durante doce años y lo comenzó poco después de la publicación del libro El Maestro del también vihuelista Luys de Milán.

## Las obras
Silva de Sirenas está dividido en siete libros, con un total de 169 piezas. En los títulos de las composiciones utiliza una gran cantidad de denominaciones y géneros: fugas, contrapuntos, fantasías, diferencias, sonetos, bajas, pavanas, vacas, discantes, canciones, proverbios, romances y villancicos. Algunas composiciones son para vihuela sola y otras para vihuela y canto. Como es habitual entre las publicaciones de vihuela de su tiempo, muchas de las obras que incluye son transcripciones o arreglos para vihuela o vihuela y canto solista de obras de polifonía vocal de obras de otros compositores como: Josquin Des Pres, Nicolas Gombert, Francesco de Layolle, Philippe Verdelot, Lupus, Jorge Báez de Sepúlveda, Loyset Compère, Jacquet of Mantua, Cristóbal de Morales, Loyset Piéton, Adrian Willaert, Vincenzo Ruffo, Diego Ortiz, Juan Vásquez, Mateo Flecha el viejo, Francesco da Milano, Jean Mouton, Jacques Arcadelt, Claudin de Sermisy, Pierre Moulu y Noel Baulduin.
A continuación se detallan las obras que componen los siete libros. Los códigos en la columna de "Grabaciones" se especifican más abajo, en la sección de "Discografía".

### Libro I
(Vihuela sola)
| N.º | Obra                                        | Compositor                           | Género musical | Grabaciones |
| --- | ------------------------------------------- | ------------------------------------ | -------------- | ----------- |
| 1   | Fuga a3                                     |                                      | Fuga           |             |
| 1   | Fuga a3                                     |                                      | Fuga           |             |
| 3   | Agnus dei sobre mi fa re sol fa mi a3       |                                      | Agnus Dei      |             |
| 4   | Benedictus a3                               |                                      | Benedictus     |             |
| 5   | Osanna sobre el dicho mi fa re sol fa mi a3 |                                      |                |             |
| 6   | Agnus dei a4                                |                                      | Agnus Dei      |             |
| 7   | Agnus dei a4                                | Josquin Des Pres (misa L'homme armé) | Agnus Dei      |             |

### Libro II
Segundo Libro de motetes y otras cosas para cantar contrabaxo y en otras partes tenor
(1 voz y vihuela) 	
| N.º | Obra                                | Compositor           | Género musical | Grabaciones                       |
| --- | ----------------------------------- | -------------------- | -------------- | --------------------------------- |
| 8   | Laudate dominum omnes gentes        | Francesco de Layolle |                |                                   |
| 9   | O gloriosa dei genitrix             | Nicolas Gombert      |                |                                   |
| 10  | Beata quorum agminia a4             |                      |                |                                   |
| 11  | Si bona suscepimus                  |                      |                |                                   |
| 12  | Infirmitatem nostram                | Philippe Verdelot    |                |                                   |
| 13  | Repleti sunt quidem spiritu sancto  | Philippe Verdelot    |                |                                   |
| 14  | Panis quem ego dabo                 | Lupus                |                |                                   |
| 15  | Hic precursor et dilectus           | Nicolas Gombert      |                |                                   |
| 16  | Exutet celum laudibus               | Sepulveda            |                |                                   |
| 17  | Ave Maria                           | Loyset Compère       |                |                                   |
| 18  | Jesum queritis                      | Loyset Compère       |                |                                   |
| 19  | Tibi soli peccavi                   | Jacquet of Mantua    |                |                                   |
| 20  | Aparens Christus discipulis suis    | Nicolas Gombert      |                |                                   |
| 21  | Veni in altitudinem maris           | Jacquet of Mantua    |                |                                   |
| 22  | Nomine disimulavi                   | Cristóbal de Morales |                |                                   |
| 23  | Virgo prudentissima                 | Loyset Piéton        |                |                                   |
| 24  | Peccavi supra numerum               | Adrian Willaert      |                |                                   |
| 25  | Augustine lux doctorum              | Adrian Willaert      |                |                                   |
| 26  | Ave Maria                           | Josquin Des Pres     |                |                                   |
| 27  | Antequam comedam                    | Vincenzo Ruffo       |                |                                   |
| 28  | Ay de mi dize el buen padre         |                      |                | WAL                               |
| 29  | Adormido se a el buen viejo         |                      | 2 diferencias  |                                   |
| 30  | En la ciudad de betulia             |                      |                |                                   |
| 31  | Laudate dominum deum nostrum        |                      |                |                                   |
| 32  | De hazer lo que jure                |                      |                |                                   |
| 33  | Auchelina vel auchlina              |                      |                |                                   |
| 34  | Eulalia de tarpeya vernan           |                      |                |                                   |
| 35  | O que en la cumbre                  |                      |                | SAN                               |
| 36  | Muera en las hondas                 |                      |                |                                   |
| 37  | Corten espadas afiladas             |                      |                | WAL, ARM                          |
| 38  | A monte sale el amor                |                      |                | ALF                               |
| 39  | De donde venis amore                | Juan Vázquez         |                | VIC, BER, GAR, CON, RIA, CAB, MTO |
| 40  | Corona de más hermosas              |                      |                | FER                               |
| 41  | Desposose te tu amiga Juan Pastor   |                      |                | FER, WAL                          |
| 42  | Rugier qual sempre fui tal          |                      |                | AT                                |
| 43  | Con que la lavare                   | Juan Vázquez         |                | CAB                               |
| 44  | Como puedo yo bivir que le remiedio |                      |                | WAL, ALF                          |
| 45  | Las tristes lágrimas mias           |                      | Villancico     | WAL, ARM                          |
| 46  | Sea quando recordares               |                      |                |                                   |
| 47  | Los braços traygo cansados          |                      |                | PZA, ARM                          |
| 48  | Y arded coraçon arded               |                      |                |                                   |
| 49  | Ya cavalga calaynos                 |                      |                | ALF, HES, MTO                     |
| 50  | La bella mal maridada               |                      |                | ARM                               |
| 51  | Donde son estas serranas            |                      |                | FER                               |

### Libro III
el qual trata de motetes, canciones, villancicos y otras cosas para cantar en falsete
(1 voz y vihuela)
| N.º | Obra                             | Compositor               | Género musical | Grabaciones |
| --- | -------------------------------- | ------------------------ | -------------- | ----------- |
| 52  | Vita dulcedo                     | Lupus                    |                |             |
| 53  | In te domine speravi             | Lupus                    |                |             |
| 54  | O quam suavis                    |                          |                |             |
| 55  | Hierusalem luge                  | Philippe Verdelot        |                | PZA         |
| 56  | Cum invocarem                    | Philippe Verdelot        |                |             |
| 57  | Ut fidelium propagatione         | Miguel Ortiz             |                |             |
| 58  | Hierusalem convertere ad dominum | Miguel Ortiz             |                |             |
| 59  | Se pur te guardo                 | Pathie                   |                | PZA         |
| 60  | Quid prodest                     |                          |                |             |
| 61  | Se in me exstremo                |                          |                |             |
| 62  | Gloriarmi poss'io                | Philippe Verdelot        |                |             |
| 63  | Madonna qual certezza            | Philippe Verdelot        |                | ARM         |
| 64  | Qui la dira                      | Philippe Verdelot        |                | PZA         |
| 65  | Madonna non so dir               | Philippe Verdelot        |                |             |
| 66  | Dormendo un giorno               | Philippe Verdelot        |                |             |
| 67  | Vita de la mia vita              | Philippe Verdelot        |                |             |
| 68  | Amor tu say                      | Jacques Arcadelt         |                |             |
| 69  | Ytalia mia                       | Philippe Verdelot        |                |             |
| 70  | Quien me otorgase señora         | Juan Vázquez             |                | ARM         |
| 71  | Argimina nombre le dio           | Enríquez de Valderrábano |                | SEN         |
| 72  | Señora si te olvidare            | Enríquez de Valderrábano |                | VIC, ARM    |
| 73  | Jamás cosa que quisiesse         | Enríquez de Valderrábano |                | SEN         |

### Libro IV
para tañer dos juntos en dos vihuelas
(2 vihuelas)
| N.º | Obra                                                               | Compositor                                | Género musical | Grabaciones |
| --- | ------------------------------------------------------------------ | ----------------------------------------- | -------------- | ----------- |
| 74  | Assiste parata                                                     | Nicolas Gombert                           |                |             |
| 75  | Et in spiritum sanctum de la missa sobre la canción mille regres   | Cristóbal de Morales                      |                |             |
| 76  | Petite camusette                                                   |                                           |                |             |
| 77  | Conde Claros                                                       | Enríquez de Valderrábano                  |                | SAT, JAN    |
| 78  | Andreas Christi Sancte Andrea                                      | Cristóbal de Morales                      | Motete         | ARM         |
| 79  | Quanti mercenarii                                                  | Cristóbal de Morales                      | Motete         | ARM         |
| 80  | La primera parte del Credo de la missa de Josquin de beata virgine |                                           |                |             |
| 81  | Cum sancto spiritu                                                 | Cristóbal de Morales                      |                |             |
| 82  | Pater noster                                                       | Adrian Willaert                           |                |             |
| 83  | Payne trabel                                                       | Jean Mouton                               |                |             |
| 84  | Canción de sibivit                                                 | Adrian Willaert (Or suis-je bien au pire) |                |             |
| 85  | Obsecro te domine                                                  | Josquin Des Pres                          |                |             |
| 86  | Contrapunto sobre el tenor de la baxa                              | Enríquez de Valderrábano                  |                | PLA, ARM    |
| 87  | O benina, tertia pars del motete "Inviolata"                       | Josquin Des Pres                          |                | ARM         |
| 88  | Jubilate deo                                                       | Cristóbal de Morales                      | Motete         | ARM         |

### Libro V
el qual trata de fantasias
(vihuela sola)
| N.º | Obra                                                                            | Compositor  | Género musical    | Grabaciones |
| --- | ------------------------------------------------------------------------------- | ----------- | ----------------- | ----------- |
| 89  | Fantasia                                                                        |             | Fantasía (I)      |             |
| 90  | Fantasia                                                                        |             | Fantasía (II)     | TAC         |
| 91  | Fantasia sobre un Benedictus                                                    |             | Fantasía (III)    | ALF         |
| 92  | Fantasia sobre entrada de una baxa                                              |             | Fantasía (IV)     |             |
| 93  | Fantasia de tañer algo despacio                                                 |             | Fantasía (V)      |             |
| 94  | Fantasia                                                                        |             | Fantasía (VI)     |             |
| 95  | Fantasia remedando en algunos pasos al aspice de Gombert                        |             | Fantasía (VII)    |             |
| 96  | Fantasia remedando a una magnificat de Morales                                  |             | Fantasía (VIII)   |             |
| 97  | Fantasia (contrahecha a otra estrangera)                                        |             | Fantasía (IX)     |             |
| 98  | Fantasia sobre un pleni de contrapunto                                          |             | Fantasía (X)      | ARM         |
| 99  | Fantasia contrahecha a una entrade de una ave maristella                        |             | Fantasía (XI)     |             |
| 100 | Fantasia                                                                        |             | Fantasía (XII)    |             |
| 101 | Fantasia de tañer conforme al tiempo, porque es de contrapunto                  |             | Fantasía (XIII)   | FRE, ARM    |
| 102 | Fantasia contrahecha a la del milanes                                           |             | Fantasía (XIV)    | FRE         |
| 103 | Fantasia remedando al motete de Gombert Inviolata                               |             | Fantasía (XV)     |             |
| 104 | Fantasia sobre un benedictus de la misa de Mouton tua est potentia              |             | Fantasía (XVI)    |             |
| 105 | Fantasia sobre la entrada de la gloria de la misa de panis quem ego dabo        | Lupus       | Fantasía (XVII)   |             |
| 106 | Fantasia                                                                        |             | Fantasía (XVIII)  |             |
| 107 | Fantasia remedada al chirie postrero de la misa de Josquin de beata virgine     |             | Fantasía (XIX)    |             |
| 108 | Fantasia sobre un Pleni de una misa de Bauldoin                                 |             | Fantasía (XX)     |             |
| 109 | Fantasia hecha sobre una canción                                                |             | Fantasía (XXI)    |             |
| 110 | Fantasia acomposturada de cierta parte de la missa de Ave maristella de Josquin |             | Fantasía (XXII)   | MTO         |
| 111 | Fantasia                                                                        |             | Fantasía (XXIII)  |             |
| 112 | Fantasia sobre un quia fecit                                                    |             | Fantasía (XXIV)   |             |
| 113 | Fantasia                                                                        |             | Fantasía (XXV)    |             |
| 114 | Fantasia                                                                        |             | Fantasía (XXVI)   |             |
| 115 | Fantasia contrahecha a otra de Francisco milanes                                |             | Fantasía (XXVII)  |             |
| 116 | Fantasia remedando al motete de queramus com pastoribus                         | Jean Mouton | Fantasía (XXVIII) |             |
| 117 | Fantasia sobre la segunda parte del dicho motete, queramus cum pastoribus       |             | Fantasía (XXIX)   |             |
| 118 | Fantasia de tañer espacio, porque es consonancia                                |             | Fantasía (XXX)    |             |
| 119 | Fantasia                                                                        |             | Fantasía (XXXI)   |             |
| 120 | Fantasia                                                                        |             | Fantasía (XXXII)  |             |
| 121 | Fantasia                                                                        |             | Fantasía (XXXIII) |             |

### Libro VI
el qual trata de partes de misas, duos, canciones y sonetos
(vihuela sola) 	
| N.º | Obra                                                     | Compositor                                | Género musical | Grabaciones             |
| --- | -------------------------------------------------------- | ----------------------------------------- | -------------- | ----------------------- |
| 122 | Qui tollis de la misa de pange lingua                    | Josquin Des Pres                          |                |                         |
| 123 | Osana                                                    | Jean Mouton (Missa Alleluya)              |                |                         |
| 124 | Agnus dei                                                | Cristóbal de Morales                      | Agnus Dei      |                         |
| 125 | Agnus dei de la misa de gaudeamus                        | Josquin Des Pres                          | Agnus Dei      |                         |
| 126 | Cum sancto spiritu de la misa de ad fugam                | Josquin Des Pres                          |                |                         |
| 127 | Cum sancto spiritu de beata virgine                      | Josquin Des Pres                          |                |                         |
| 128 | Et incarnatus est de la misa de faysan regres            | Josquin Des Pres                          |                |                         |
| 129 | Otra parte del credo de la dicha misa                    |                                           |                |                         |
| 130 | Crucifixus de la misa de quem dicunt homines             | Jean Mouton                               |                |                         |
| 131 | Et resurrexit Duo                                        |                                           |                |                         |
| 132 | Benedictus Duo                                           | Josquin Des Pres (missa Ave maris stella) |                |                         |
| 133 | Pleni sunt Duo                                           |                                           |                |                         |
| 134 | Agnus dei Duo                                            | Jean Mouton (missa Tua est potentia)      |                |                         |
| 135 | Pleni sunt Duo                                           |                                           |                |                         |
| 136 | Per illud ave Duo                                        | Josquin Des Pres                          |                |                         |
| 137 | Et misericordia eius Duo                                 |                                           |                |                         |
| 138 | Si tantos monteros                                       |                                           |                |                         |
| 139 | Adiu mes amours                                          | Jean Mouton                               |                |                         |
| 140 | Diviencela                                               | Claudin de Sermisy                        |                |                         |
| 141 | Teresica hermana                                         | Mateo Flecha                              |                |                         |
| 142 | Ami souffrez                                             | Pierre Moulu                              | canción        | MOR, ARM, MTO           |
| 143 | Soneto lombardo a manera de dança                        |                                           |                | WAL, SAT, ALF, RIV, HAR |
| 144 | Soneto                                                   |                                           | Soneto         |                         |
| 145 | Soneto                                                   |                                           | Soneto         |                         |
| 146 | Soneto                                                   |                                           | Soneto         |                         |
| 147 | Soneto                                                   |                                           | Soneto         |                         |
| 148 | Soneto                                                   |                                           | Soneto         |                         |
| 149 | Soneto                                                   |                                           | Soneto         |                         |
| 150 | Dichosa fue mi ventura                                   |                                           |                |                         |
| 151 | Soneto                                                   |                                           | Soneto         |                         |
| 152 | Soneto                                                   |                                           | Soneto         |                         |
| 153 | Soneto                                                   |                                           | Soneto         |                         |
| 154 | Soneto                                                   |                                           | Soneto         |                         |
| 155 | Soneto                                                   |                                           | Soneto         |                         |
| 156 | Soneto                                                   |                                           | Soneto         |                         |
| 157 | Omni mal de amor procedi                                 | Cristóbal de Morales                      |                |                         |
| 158 | Lo que queda es lo seguro                                |                                           | Soneto         | FER, MOR, ARM           |
| 159 | Soneto                                                   |                                           | Soneto         |                         |
| 160 | Soneto                                                   |                                           | Soneto         |                         |
| 161 | Gentil galans                                            |                                           |                |                         |
| 162 | Soneto contrahecho a la sonada de benedicto sea el iorno |                                           | Soneto         | RIV                     |
| 163 | Soneto                                                   |                                           | Soneto         |                         |
| 164 | Viva la Margarita                                        |                                           | Soneto         | GIS                     |

### Libro VII
el qual trata de pavanas, y diferencias sobre guardame las vacas, y para discantar sobre el conde claros, por dos partes con otro discante facil
(vihuela sola)
| N.º | Obra                                                       | Compositor | Género musical | Grabaciones                       |
| --- | ---------------------------------------------------------- | ---------- | -------------- | --------------------------------- |
| 165 | Pavana (4 diferencias sobre la pavana por grados)          |            | Pavana         | RIV, ARM                          |
| 166 | Pavana (3 diferencias sobre la dicha pavana por otro tono) |            | Pavana         | ANC, ARM                          |
| 167 | Guardame las vacas (7 diferencias)                         |            | Diferencia     | SAT, ARM, MTO                     |
| 168 | Conde claros (diferencias)                                 |            | Diferencia     | SAT, UMB, HAR, ARM                |
| 169 | Conde claros (otras diferentes diferencias)                |            | Diferencia     |                                   |
| 170 | Sobre la pavana real                                       |            | Diferencia     | GIS, HIS, ANC, RES, HAR, ARM, MTO |
| 171 | Música para discantar sobre un punto (para 2 vihuelas)     |            |                | SAT, AGR, DUF, HAR                |

## Manuscrito adosado a Silva de Sirenas
La copia de Silva de Sirenas que se conserva en la Biblioteca Nacional de Viena contiene un pequeño manuscrito adosado con obras para vihuela de autores anónimos:
| N.º | Obra                     | Compositor | Género musical | Grabaciones |
| --- | ------------------------ | ---------- | -------------- | ----------- |
| 1   | Diferencias sobre folias | Anónimo    | Diferencia     | RIV         |

## Discografía
La siguiente discografía se ha ordenado por año de grabación, pero la referencia es la de la edición más reciente en CD. No se incluyen las recopilaciones, sólo los discos originales.
- 1960 - [VIC] Victoria de los Ángeles - Spanish Songs of the Renaissance. Victoria de los Ángeles. Ars Musicae de Barcelona. José María Lamaña. . La edición en CD viene acoplada junto con otras grabaciones en: Victoria de los Ángeles - Songs of Spain. EMI Classics 7243 5 66 937 2 2 (4 CD).
- 1968 - [GIS] La música en la Corte Española de Carlos V. Ars Musicae de Barcelona. Eric Gispert. MEC - 1004 CD
- 1968 - [TAC] Renaissance & Baroque Organ. Herbert Tachezi. Teldec (Das Alte Werk) 77606 (3 CD). .
- 1969 - [FRE] Spanish vihuelists of the 16th century I. Jorge Fresno. Hispavox HHS 5 (LP).  . La edición en CD viene acoplada junto con otras grabaciones en: Vihuelistas Españoles (s. XVI)
- 1972 - [PZA] Spanish vihuelists of the 16th century IV. Anne Perret y Rodrigo de Zayas. Hispavox HHS 15 (LP).
- 1974 - [BER] Old Spanish Songs. Spanish songs from the Middle Ages and Renaissance. Teresa Berganza y Narciso Yepes. . La edición en CD viene acoplada junto con otras grabaciones en: Deutsche Grammophon 435 648-2.
- 1975 - [HIS] Danzas del Renacimiento. Conjunto instrumental "Pro Música Hispaniarum". Roberto Pla. Hispavox CDM 5 65726 2.
- 1975 - [PLA] La Baxa Danza y la Alta (S. XV - XVI). Conjunto instrumental "Pro Música Hispaniarum". Roberto Pla. Hispavox (EMI-Odeón) CDM 5 65 725-2.
- 1978 - [ANC] Music from the armada years. Academy of Ancient Music, Christopher Hogwood. Hespèrion XX. Jordi Savall. Folio Society FS 1003 / 1004 (2 LP). . Dos de las cuatro piezas que vienen en este disco se encuentran en CD, en la compilación: Entremeses del Siglo de Oro. Lope de Vega y su tiempo: 1550 - 1650. Alia Vox AVSA 9831 (SACD-H).
- 1991 - [FER] Nunca más verán mis ojos. Música para vihuela. Alfred Fernández. Enchiriadis EN 2004.
- 1991 - [RUM] Music of the Spanish Renaissance. Shirley Rumsey. Naxos 8.550614.
- 1992 - [MOR] Canto del Cavallero. José Miguel Moreno. Glossa 920101.
- 1993 - [GAR] Trois Siecles de Melodies Espagnoles. Jean-Patrice Brosse, Isabel Garcisanz. Arion
- 1993 - [WAL] Ay de Mi!. Music for Vihuela and Voice. Frank Wallace. Centaur
- 1993 - [SAT] The Art Of Spanish Variations. Toyohiko Satoh. Channel Classics
- 1995 - [CON] A Spanish Songbook.  John Constable, Jill Gómez. Conifer
- 1996 - [ABT] Dreams of a lost era. Spanish Renaissance Music. Walter Abt. Koch Schwann 3-1426-2
- 1997 - [JAN] Canciones y Ensaladas. Chansons et pièces instrumentales du Siècle d'Or. Ensemble Clément Janequin. Dominique Visse. Harmonia Mundi HMC 90 1627.
- 1997 - [OAK] Lanterns of Fire. Love and the Mystic in Renaissance Spain. Live Oak and Company. Centaur 2316.
- 1997 - [AGR] Music for Philip of Spain and his four wives. Charivari agréable. Nicki Kennedy, Rodrigo del Pozo. Signum 006.
- 1999 - [UMB] Chacona. Renaissance Spain in the Age of Empire. Ex Umbris. Dorian 93207.
- 1999 - [RES] Resonanzen '99. La Capella Reial de Catalunya. Jordi Savall, etc. ORF "Edition Alte Musik" CD 215 (2 CD).
- 2000 - [ALF] Valderrabano y los vihuelistas castellanos. Alfred Fernández. Unacorda UCR0012000.
- 2000 - [SEN] A la Música. Canciones del Renacimiento. Dúo Senti. Dúo Senti 1.
- 2000 - [BAX] O Lux Beata. Renaissance Harp Music. Becky Baxter. Dorian DOR 93 193.
- 2000 - [RIA] Claros y Frescos Rios. José Miguel Moreno, Núria Rial. Glossa
- 2001 - [SAN] A Tierras Ajenas. Clara Sanabras. The Orchard
- 2002 - [DUF] Cancionero. Music for the Spanish Court 1470-1520. The Dufay Collective. Avie AV0005.
- 2003 - [CAB] Songs of the Spanish Renaissance, Vol. 1. Montserrat Caballé, Manuel Cubedo. RCA
- 2003 - [RIV] Tañer de gala. Juan Carlos Rivera. Cantus Records C 9631.
- 2004 - [HAR] Luis Venegas de Henestrosa. El arte de fantasía. Harp Consort. Andrew Lawrence-King. Harmonia Mundi USA 907316.
- 2005 - [ARM] Valderrábano. Silva de Sirenas. Armoniosi Concerti. Juan Carlos Rivera. Carlos Mena. Harmonia Mundi.
- 2005 - [FLA] Priest and Bon Vivant. Sounds of the City of Louvain from the 16th Century. Works by Clemens non Papa and his contemporaries. Capilla Flamenca y La Caccia. Etcetera 1287.
- 2005 - [HES] Don Quijote de la Mancha. Romances y Músicas.  Hespèrion XXI y La Capella Reial de Catalunya. Jordi Savall. Alia Vox AVSA 9843 A+B (2 SACD).

- 2014 - [MTO] Endechas Si los delfines mueren de amores. Shigeo Mito. N&S AVANCE NSCD-54504
- 2017 - [AT] Canciones de la vieja Europa. Aquel Trovar. FONORUZ   CDF-2747